# Brigitte Boréale
Brigitte Boréale, née le 23 janvier 1958, est une journaliste, chroniqueuse sportive, actrice, scénariste, réalisatrice française. Après avoir commencé une carrière journalistique, elle fait son coming-out trans en 2004 et devient animatrice de Pink TV. Elle est chroniqueuse dans l'émission Le Grand Journal sur Canal+ à partir de 2016.

## Biographie
Brigitte Boréale naît en Lorraine le 23 janvier 1958 dans un milieu bourgeois. Sous son nom de naissance, Philippe Enselme, elle entame une carrière de journaliste à Libération, L'Équipe et France 3,. En 2004, elle révèle sa transidentité en devenant chroniqueuse pour Pink TV sous le nom de « Brigitte Boréale », « pour avoir des initiales qui portent chance » dit-elle.
Elle est membre de l'association artistique « Stratostar, BC3G, (Bon Chic 3e Genre) ».

### Famille
Le 8 juillet 2011, sa fille Morgane débute dans la cinquième saison de l'émission de télé-réalité française Secret Story, portant le secret suivant : « Mon père s'appelle Brigitte ».

## Filmographie
- 2009 : Une affaire d'État d'Éric Valette
- 2010 : Notre Dame des barjots d'Arnaud Sélignac (téléfilm)

## Émissions de télévision
- 2004 : Le Set - Pink TV
- 2016 : Le Grand Journal - Canal+